# Russulales
Russulale là một bộ nấm trong lớp Agaricomycetes.
Theo cuốn Từ điểm về Nấm (Dictionary of the Fungi, tái bản lần thứ 10 năm 2008), bộ nấm này chứa 12 họ, 80 chi, tương ứng với 1767 loài nấm. Theo trang mạng chuyên về nấm Species Fungorum (tháng 1 năm 2016), bộ này chứa 13 họ, 117 chi (bao gồm cả 16 chi không được xếp vào họ nào), tương ứng với 3.060 loài.
Bộ nấm Russulales đại diện cho quá trình tiến hóa độc lập của lớp nấm tán, không liên quan trực tiếp đến bộ nấm Agaricales.

## ChiIncertae sedis
Dưới đây là danh sách các chi có vị trí phân loại không chắc chắn vì ít phổ biến, chưa được nghiên cứu DNA hoặc chưa được xếp vào một họ cụ thể nào trong bộ nấm Russulales:
- Aleurocystidiellum
- Dentipellopsis
- Gloeoasterostroma
- Gloeohypochnicium
- Gloeopeniophorella
- Haloaleurodiscus
- Neoalbatrellus
- Polypus
- Scopulodontia
- Scytinostromella
- Xeroceps